# Altslawische Tragevorrichtung
Als altslawische Tragevorrichtung (auch altslawische Aufhängung) bezeichnet man eine Tragevorrichtung für Säbelscheiden. 

## Beschreibung
Altslawische Tragevorrichtungen sind durch ihre besondere Anordnung der Tragringe an den Scheiden gekennzeichnet. Diese Scheiden sind an einer Seite mit einer konvexen Kante gearbeitet. An dieser Seite sind Metallringe angebracht, die zur Befestigung von Lederriemen zum Tragen des Säbels am Körper dienen. Meist wurde diese Tragevorrichtung an russischen Militärsäbeln wie der Schaschka verwendet.